# Paul Zweifel (Mediziner)

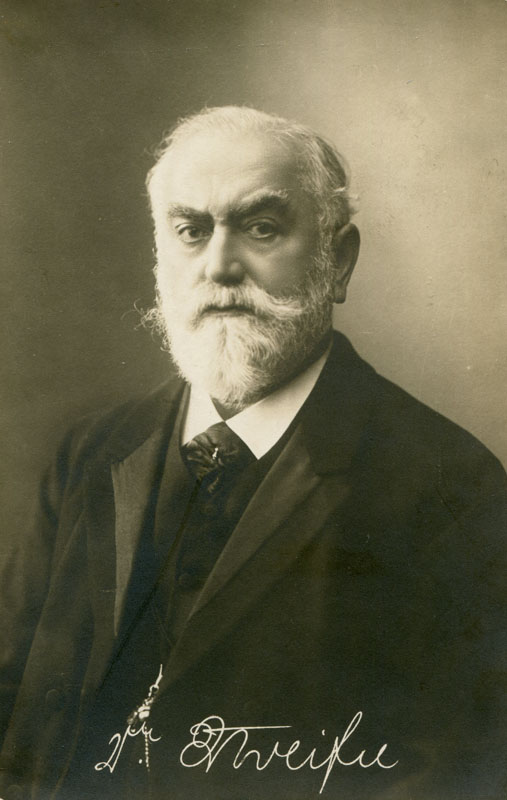
Paul Zweifel, Porträtfoto

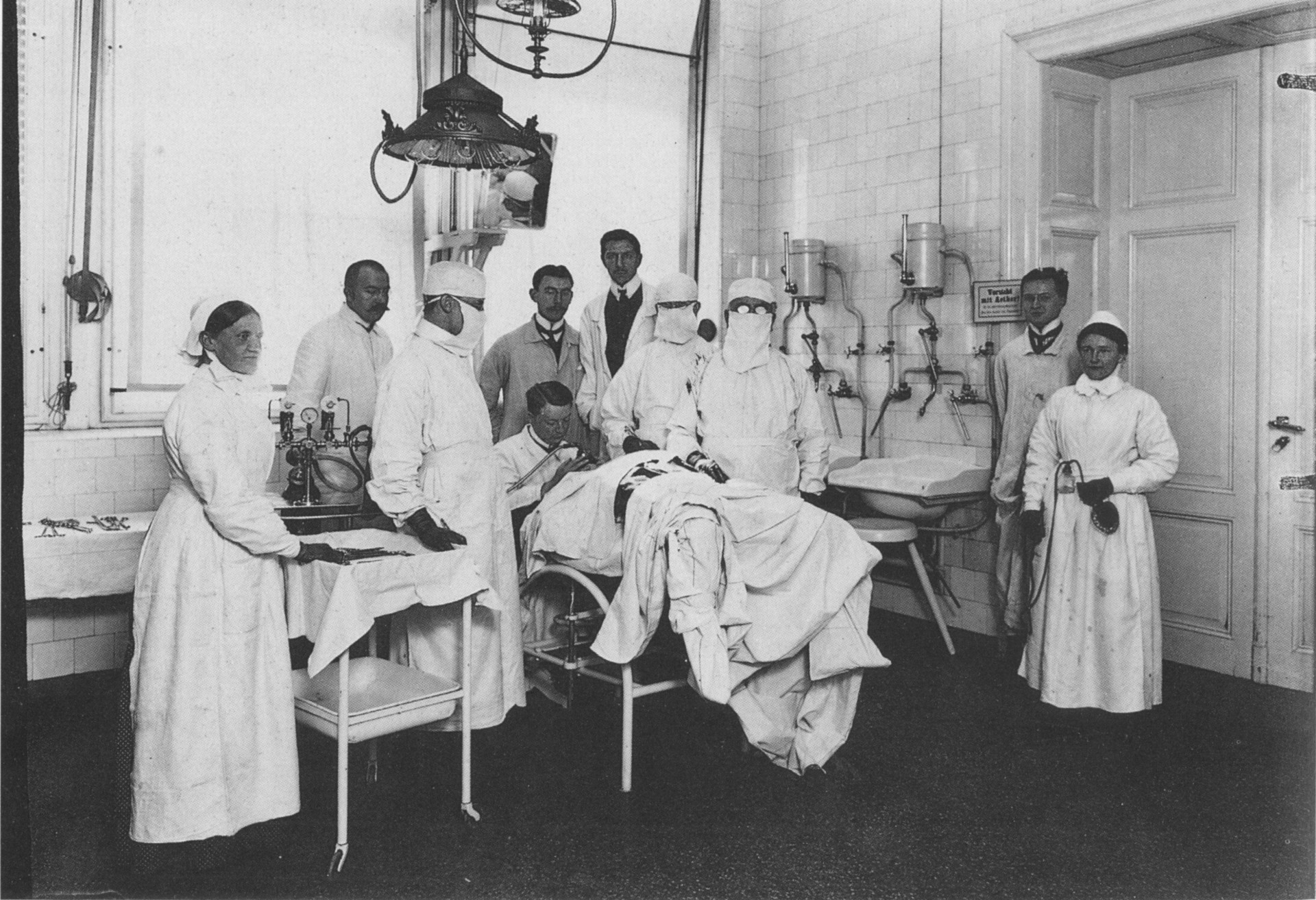
Paul Zweifel und sein Operationsteam in der Frauenklinik Leipzig, 1905.

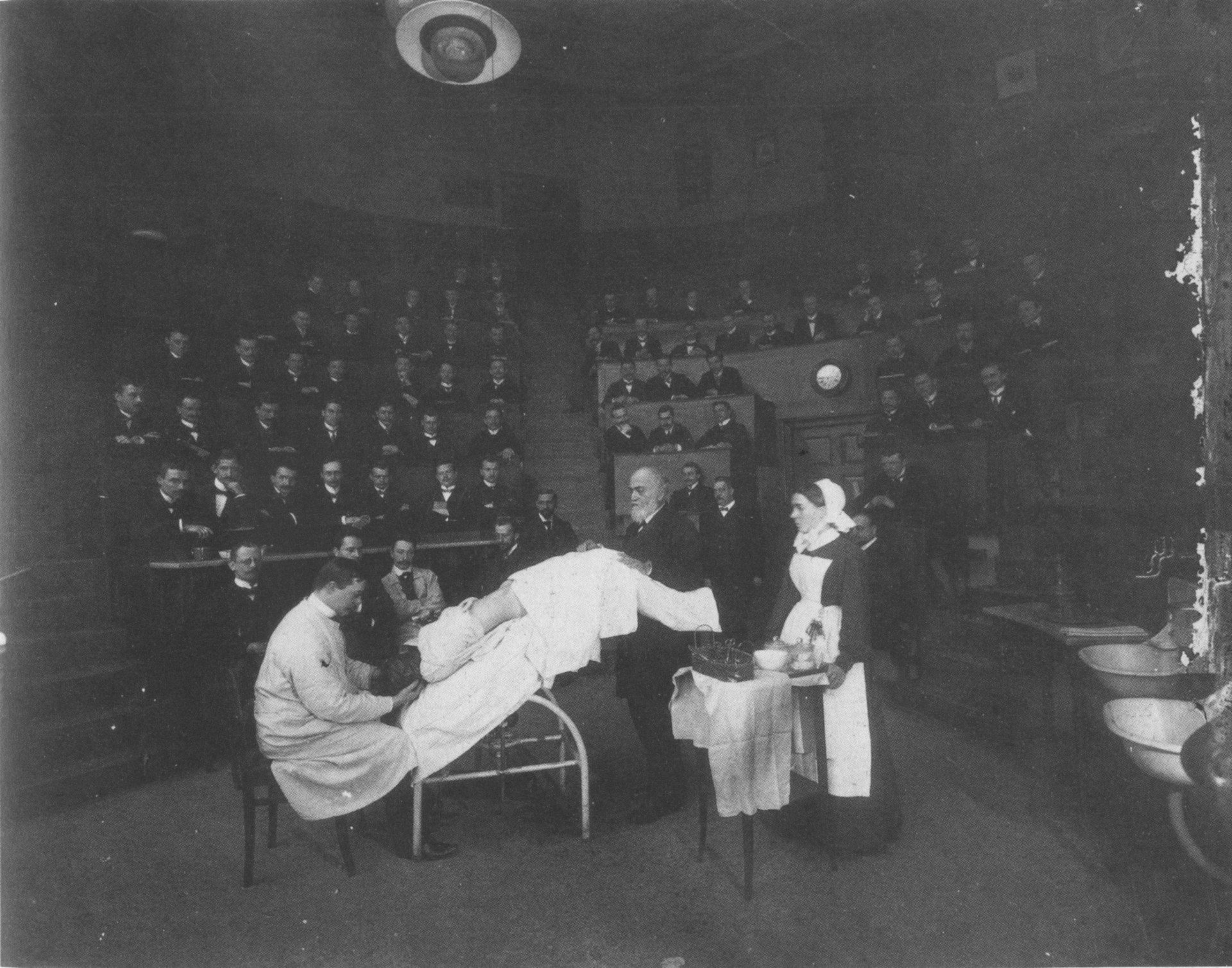
Paul Zweifel bei einer Demonstration im 1892 eingeweihten Kliniksaal in der Stephanstraße Leipzig.

Paul Zweifel (* 30. Juni 1848 in Höngg, heute Zürich; † 13. August 1927 in Leipzig) war ein Schweizer Gynäkologe. Er war ein Pionier in der Erforschung der fetalen Physiologie.

## Leben
Paul Zweifels Vater Heinrich Zweifel war Arzt in Höngg. Paul Zweifel studierte an der Universität Zürich Medizin. 1872 promovierte er mit einer Dissertation über Adnexeingriffe und wurde Assistent von Adolf Gusserow. Mit Gusserow ging er an die neugegründete Universität Strassburg. Dort habilitierte er sich 1874. Im selben Jahr wurde er Ordinarius an der Universität Erlangen. 1876 wurde er zum Direktor der Erlanger Frauenklinik berufen, die er bis 1887 leitete. 1887 folgte er dem Ruf als Nachfolger von Carl Credé als Ordinarius der Universitätsfrauenklinik Leipzig. 1892 wurde Zweifel Mitglied und 1925 Ehrenmitglied der Leopoldina. Er war dreimal Dekan der Medizinischen Fakultät und von 1900 bis 1901 Rektor der Universität Leipzig. Er leitete die Frauenklinik 35 Jahre bis zu seiner Emeritierung.
Sein Sohn Erwin Zweifel (1885–1949) wurde ebenfalls Gynäkologe und war ausserordentlicher Professor an der Universitätsfrauenklinik in München.
Um 1893 führte Paul Zweifel, wie auch Adolphe Pinard, die Symphyseotomie neu ein. Nach Zweifel ist der Zweifel-Handgriff benannt, ein beidhändiges Zusammen- und Gegeneinanderdrücken des Gebärmutterkörpers zur Stillung einer atonischen Nachblutung nach einer Geburt.

## Schriften
- Lehrbuch der Operativen Geburtshülfe für Aerzte und Studierende. Enke, Stuttgart 1881.
- Die Krankheiten der äussern weiblichen Genitalien und die Dammrisse. Enke, Stuttgart 1885 (Deutsche Chirurgie. Bd. 61).
- Die Stielbehandlung bei der Myomectomie. Enke, Stuttgart 1888.
- Lehrbuch der Geburtshülfe für Ärzte und Studierende. 2. verm. und verb. Aufl. Enke, Stuttgart 1889 (Digitalisierte Ausgabe der Universitäts- und Landesbibliothek Düsseldorf); 3. Aufl. (Lehrbuch der Geburtshilfe) ebenda 1903.
- Aetiologie, Prophylaxis und Therapie der Rhachitis. Hirzel, Leipzig 1900.
- Paul Zweifel und Erwin Zweifel: Grundriss der Gynäkologie. Stilke, Berlin 1927.